# 一畑百貨店
一畑百貨店（いちばたひゃっかてん）は、かつて島根県に存在した日本の百貨店。県庁所在地の松江市の基幹店が2024年（令和6年）1月14日で営業を終了した。同名の運営会社は一畑電気鉄道の完全子会社である。

## 歴史
1958年（昭和33年）10月に松江市殿町で、一畑電気鉄道に三越が出資する形での提携に基づき、一畑電気鉄道直営事業の一畑百貨店として開業したのが始まりである。
1964年（昭和39年）4月に一畑電車北松江線出雲市駅ターミナルビル内に出雲支店を出店して多店化し、1966年（昭和41年）12月に出雲支店を増床して2店舗体制とした。
本店の松江店も1971年（昭和46年）4月、1982年（昭和57年）9月、1988年（昭和63年）10月と増床し、1973年（昭和48年）5月に株式会社一畑友の会を設立するなど積極策を進めた1984年（昭和59年）8月には株式会社一畑百貨店（旧法人）として独立を果たすなど順調に拡大した。
郊外型大型店との競争激化などの商業環境の変化に対応すべく、松江店をジャスコの撤退により空き店舗となったJR松江駅前のピノビルに移転･増床するため、新会社株式会社松江ターミナルデパートを1996年（平成8年）10月に設立し、ビルを改装した。1998年（平成10年）3月22日に株式会社一畑百貨店（旧法人）が営業していた旧松江店を閉店し、地下食品売場をスーパーマーケットと同じ集中レジのセルフ形式の売場とメインとする一方で、レディスファッション売場には高級宝飾ブランドなど島根県内初のブランドを導入し、百貨店らしさを出して総合スーパーとの差別化を図った。松江のみならず出雲市や米子市などからの集客も狙い、株式会社松江ターミナルデパートが営業する新たな一畑百貨店松江店を4月1日に開業した。
2000年（平成12年）2月29日に旧出雲店を閉店して、跡地にツインリーブスホテル出雲の入る7階建て複合ビルを建設し、その1階に規模を縮小した新出雲店を出店し直すなど店舗のほぼ全面的なスクラップアンドビルドを行なった。2007年（平成19年）8月25日には山陽百貨店、京阪百貨店、津松菱と地方百貨店特有の課題や成功事例の交換会「DIA」（デパートメント・インテリジェンス・アソシエイション）を設立、会合を2ヶ月に一度の割合で必要に応じて開催し、地方百貨店で役立つ販促情報などの交換を始めた。
松江の中心市街地では、1997年（平成9年）に545.55億円あった小売販売額が2007年（平成19年）には443.79億円と落ち込んだ、一畑百貨店は2005年（平成17年）3月期には売上高106.30億円で当期純利益888.7万円、2006年（平成18年）3月期には売上高103.90億円で当期純利益2689万円、2007年（平成19年）3月期には売上高102.53億円で当期純利益920.8万円、2008年（平成20年）3月期には売上高102.11億円で当期純損失520.9万円と、コンスタントに年商100億円以上を上げ続けた。
しかし、いわゆるリーマンショック後の2009年（平成21年）3月期には年商が100億円の大台を割り込んで売上高96.17億円となって当期純損失6772.4万円、2010年（平成22年）3月期には売上高89.21億円で当期純損失5482.2万円、2011年（平成23年）3月期86.72億円で当期純損失9576万円と連続して売上が減少するとともに数千万単位の赤字が連続するなど業績が悪化。2011年（平成23年）3月期中には従来の資本金3億円 から1億円増資して資本金を4億円に増強して自己資本の減少をカバーするなど苦しい状況に陥った。
2019年（平成31年）2月に出雲店を閉店し、旧店舗から半世紀以上となる歴史に幕を下ろした。出雲市中心部にはその後2021年（令和3年）3月、大型ショッピングセンター「ゆめタウン出雲」内に百貨店の商品を扱うサテライトショップを開店したが、翌2022年（令和4年）7月に閉店。新型コロナ禍や郊外型大型店の出店、さらにインターネット通販の台頭などが響き、唯一残った松江店も2024年（令和6年）1月14日をもって閉店した。閉店によって島根県は山形県、徳島県に次いで国内3番目の百貨店がない都道府県となった。

### 年表
- 1958年（昭和33年）10月1日：一畑電気鉄道が松江市にて一畑百貨店（現・松江店）を開業[4]。
- 1964年（昭和39年）4月：一畑電鉄出雲市駅駅ビル内に出雲支店を開店。
- 1966年（昭和41年）12月：出雲支店の店舗拡張工事が完成。
- 1971年（昭和46年）4月：松江店の店舗拡張工事が完成。
- 1973年（昭和48年）5月：株式会社一畑友の会を設立[4]。
- 1982年（昭和57年）9月：松江店の新館が完成、全館増床改装。
- 1984年（昭和59年）5月：株式会社一畑百貨店（初代）を松江市殿町に設立。
- 1984年（昭和59年）8月：百貨店業を株式会社一畑百貨店（初代）に譲渡
- 1988年（昭和63年）10月：創業30周年を迎え、松江店を増床改装。
- 1996年（平成8年）10月1日：株式会社松江ターミナルデパート設立[1]（現・株式会社一畑百貨店[4]）。
- 1998年（平成10年）3月22日：旧松江店が閉店[6]。
- 1998年（平成10年）4月1日：松江店を松江駅前（現在地）に移転・増床し、株式会社松江ターミナルデパートが一畑百貨店松江店として営業を開始[6]。
- 2000年（平成12年）2月29日：旧出雲店閉店[10]。
- 2001年（平成13年）9月：旧出雲店跡地に竣工した複合ビル内に出雲店を再出店、大田市に大田ショップ開店[24]。
- 2007年（平成19年）8月25日：山陽百貨店、京阪百貨店、津松菱と「DIA」（デパートメント・インテリジェンス・アソシエイション）を設立[12]。
- 2011年（平成23年）3月期中：1億円増資し、資本金4億円に増強。
- 2015年（平成27年）4月：株式会社いずもを合併[25][26]。
- 2016年（平成28年）2月：資本金を1億円に減資。浜田店を閉店。
- 2019年（平成31年）2月28日：出雲店閉店[19]。
- 2021年（令和3年）3月12日：ゆめタウン出雲店開店[20]。
- 2022年（令和4年）7月10日：ゆめタウン出雲店閉店[21]。
- 2023年（令和5年）2月1日：観光営業部を株式会社いずもとして再分社化し、土産物店等5店舗を移管[26]。
- 2024年（令和6年）1月14日：この日を最終営業として松江市の店舗が閉店し、島根県から百貨店が姿を消す[7][27]。

## 特色
地元の宍道湖七珍の一つに数えられるスズキの幼魚「セイゴ」を材料にした練り製品の販売も手掛けていたなど地方百貨店として地域密着の営業戦略も展開していた。
POSシステムは東芝テック製を使用していた。

### 包装紙
創業時から三越（現・三越伊勢丹ホールディングス）と提携していたため、先代の紙袋と包装紙は三越で使用しているものに酷似したデザインとなっているが、かつて雑誌『暮しの手帖』を創刊した花森安治が、松江高等学校 (旧制)のOBでもあり、夫人が松江出身の上、当時の一畑電気鉄道の社長の夫人と姉妹でもある関係で1959年から1971年にかけて使われた包装紙をデザインしていた。

## 店舗
かつて営業していた店舗・サテライトショップ。

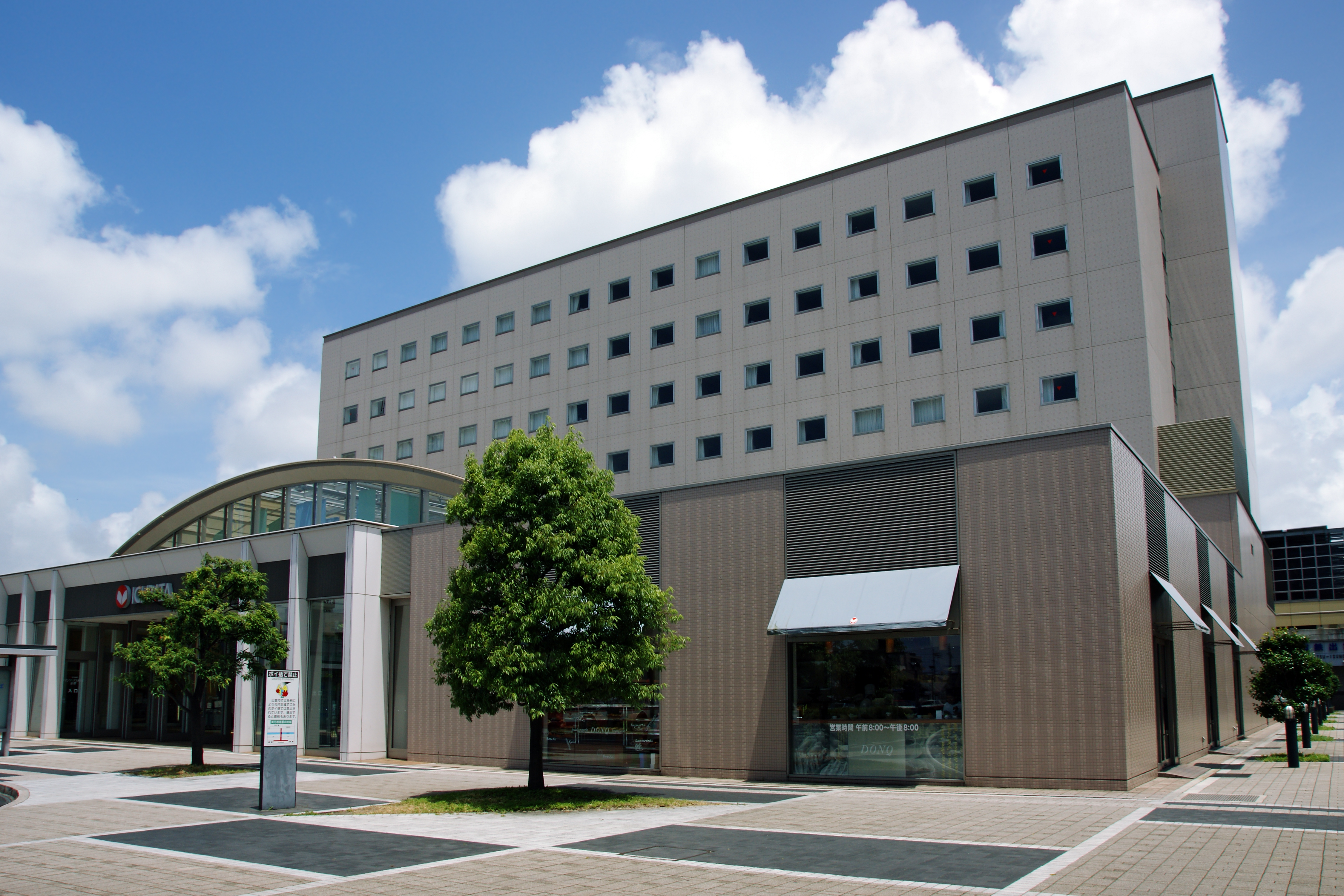
旧・一畑百貨店出雲店
（上層はツインリーブスホテル出雲）

- 出雲店（出雲市）：旧店舗は百貨店協会に加盟していたが、建替え後の新店舗は大幅に売場を縮小[11]し、「ツインリーブスホテル出雲」1階にてサテライト店として営業、百貨店協会非加盟となった。2019年2月閉店[19]。
- ゆめタウン出雲店（出雲市）：2022年7月閉店[21]。
- 出雲空港売店（出雲市）：2023年2月に株式会社いずもへ移管[26][30]。
- 大田ショップ（大田市）：2018年12月閉店。
- 浜田店（浜田市）：2016年2月閉店。
- 松江店（松江市）：2024年1月閉店[27]。最後まで日本百貨店協会に加盟していた店舗。

## その後
松江店跡地については、2024年8月に松江市が主導する「松江駅前デザイン会議」が打ち出した駅前再開発案の中で、建物を解体した上で新たに複合施設を建設する方針が打ち出された。テナントの一部は、同じく老朽化が問題となっている松江テルサからの移転を見込んでいる。一方で一畑百貨店側は、同時点でマスコミの取材に対し「複数の事業者と敷地の売却について交渉中で、まだ何も決まっていない」と語っている。